# ザダル郡

ザダル郡
Zadarska Županija
 Задарска жупанија

ザダル郡（ザダルぐん、クロアチア語:Zadarska županija、セルビア語:Задарска жупанија）は、クロアチアのダルマチア北部およびリカ南部を占める郡。郡都はザダル。

## 住民

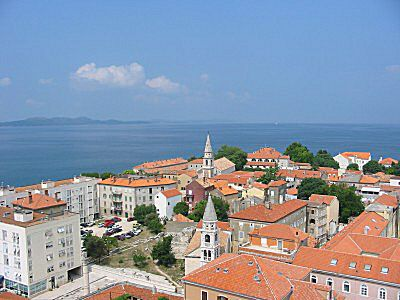
ザダル郡の中心都市・ザダル。

2001年の国勢調査によると、ザダル郡の人口は162,045人であった。クロアチア人がその93.30%を占め、多数派を形成している。その他はセルビア人、ボシュニャク人、アルバニア人、イタリア人などによって構成される。

## 地理
郡内で規模の大きい都市（grad）としては、ザダル、ベンコヴァツ（Benkovac）、ビビニェ（Bibinje）、ビオグラード・ナ・モル、ニン（Nin）、オブロヴァツ（Obrovac）、パグ（Pag）がある。
ザダル郡には、ドゥギ・オトク島（Dugi otok）、ウグリャン島（Ugljan）、パシュマン島（Pašman）、パグ島などの島々が含まれている。また、パクレニツァ国立公園も含まれている。
郡の面積は7,854平方キロメートルであり、うち3,642平方キロメートルは陸であり、クロアチアの領土の6.4%にあたる。海は3,632平方キロメートルであり、クロアチアの領海のおよそ12%を占める。島嶼部の面積は580平方キロメートルであり、300を超える大小の島々から構成されている。海岸線の長さは、島嶼部も含めると1,300キロメートルである。

## 交通

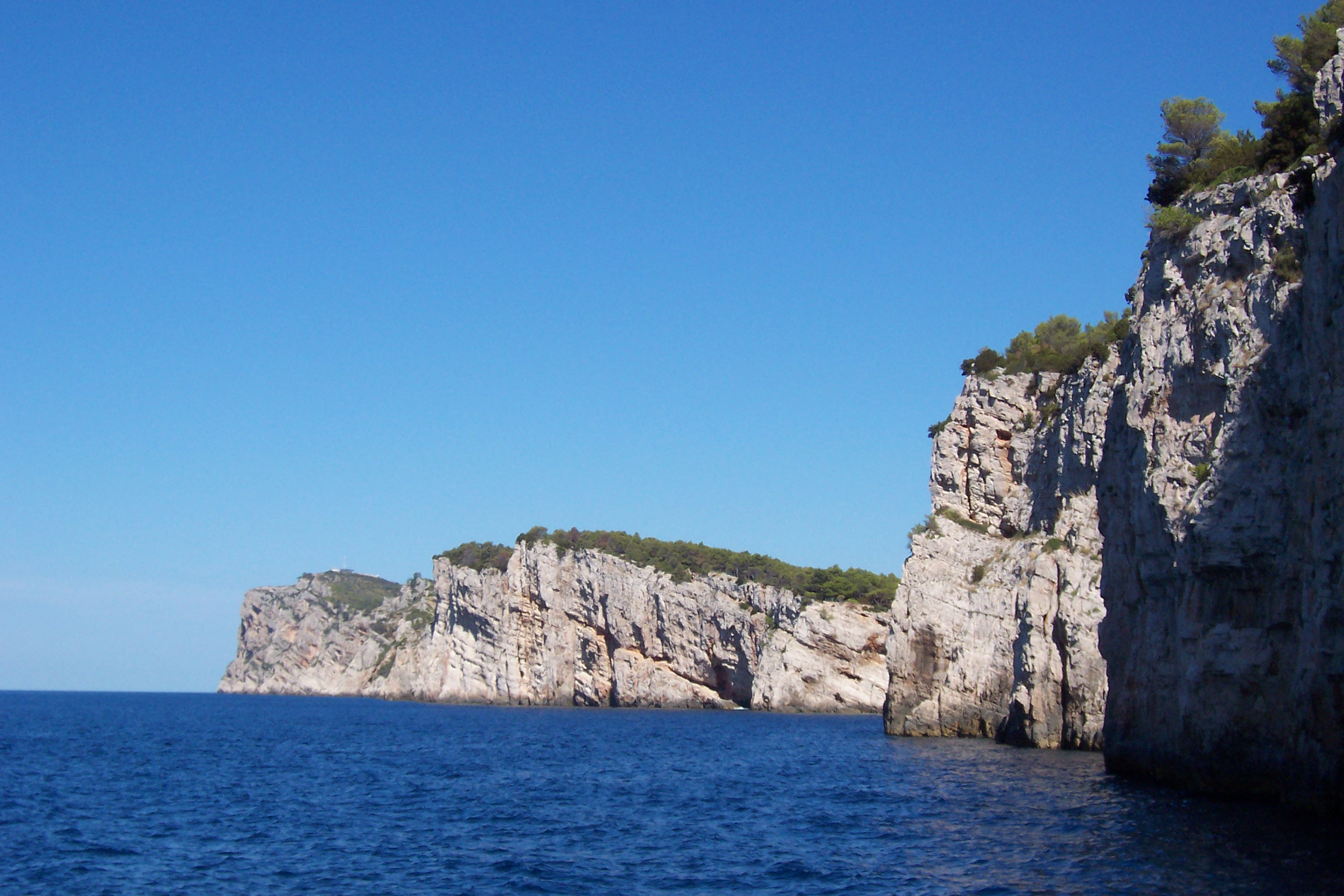
ドゥギ・オトク島の景色。この地方には複雑なダルマチア式海岸が形成され、多くの島が並ぶ。

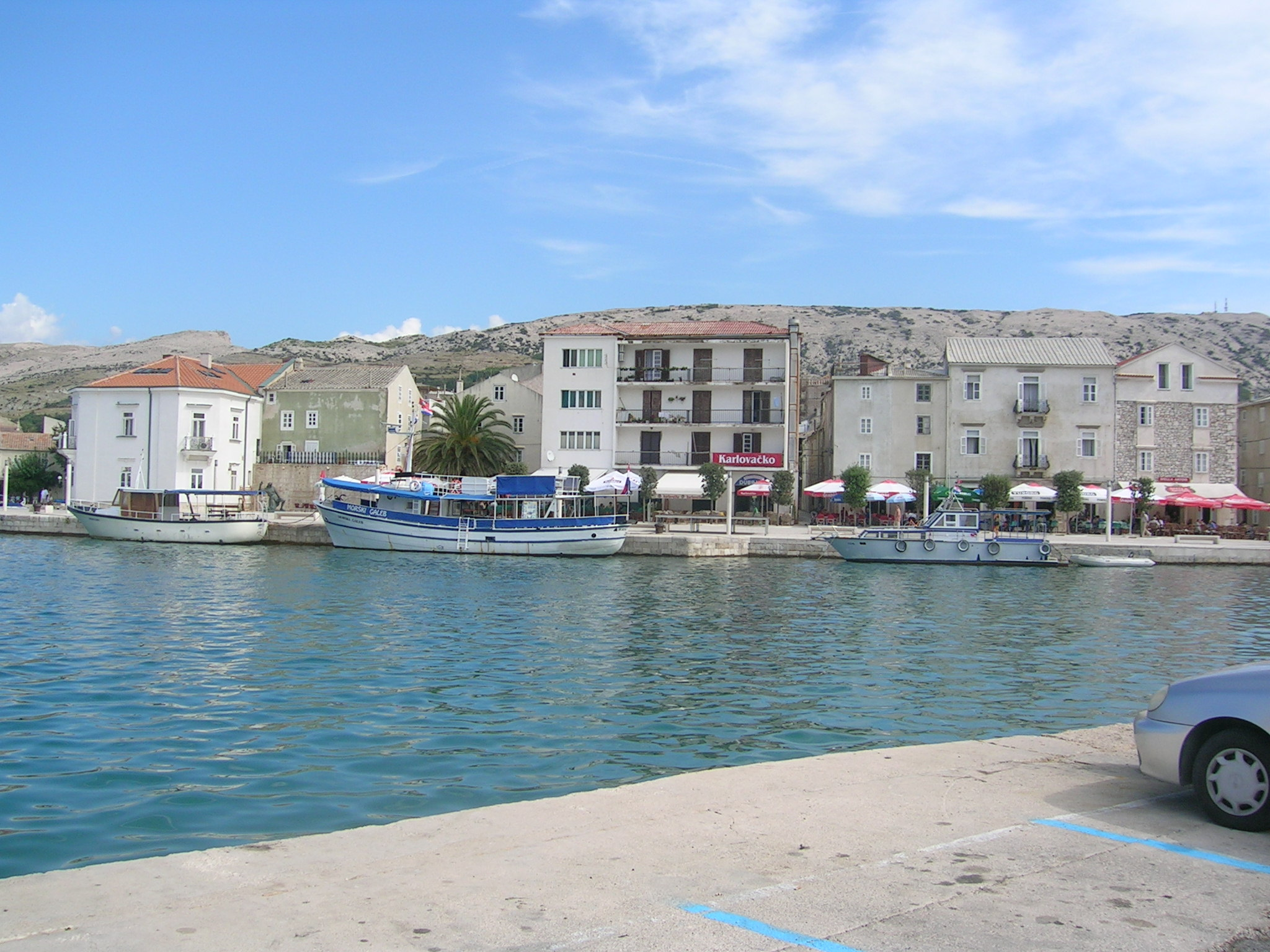
パグ島の中心都市パグ。

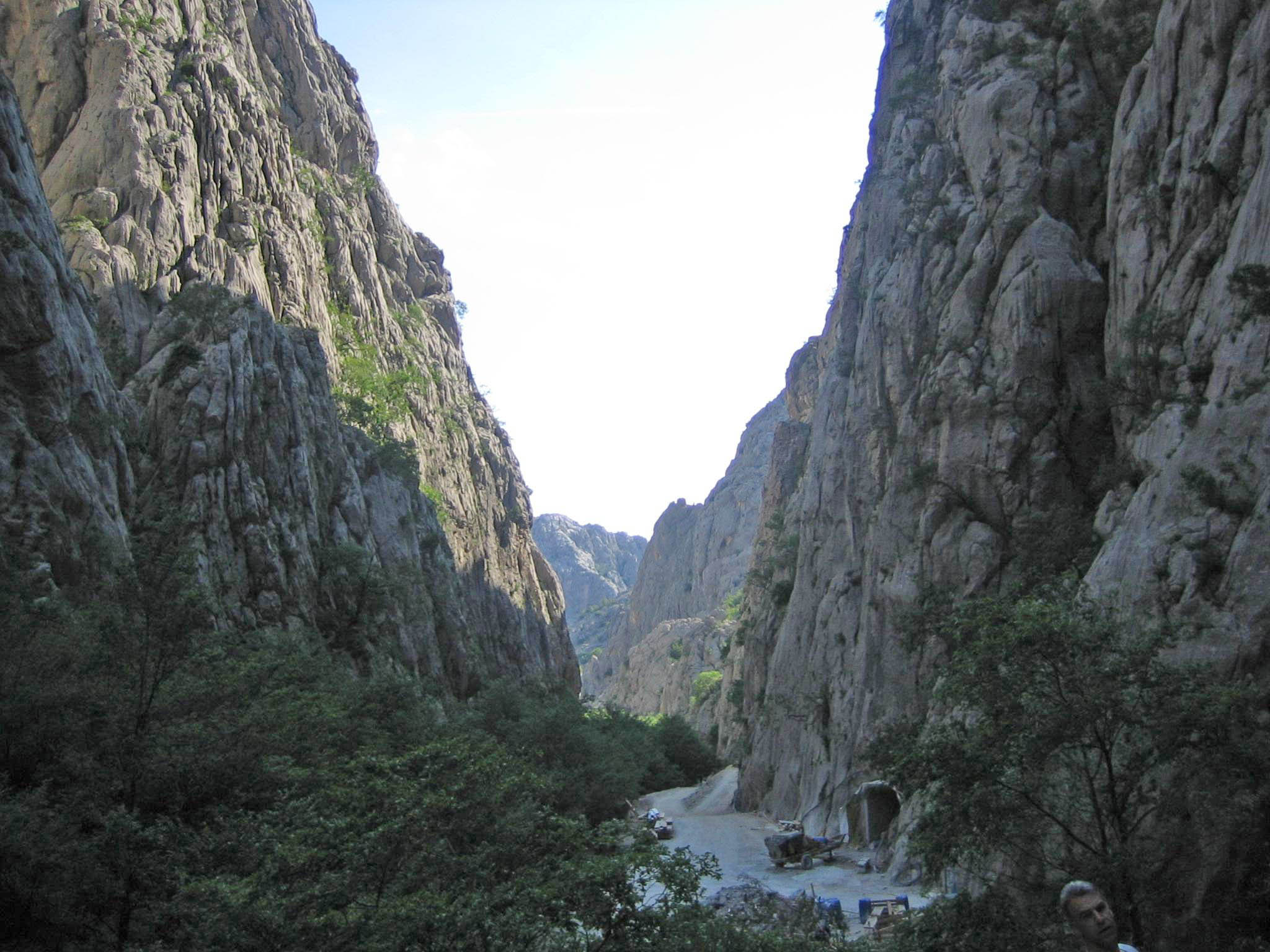
2つの切り立った渓谷を持つパクレニツァ国立公園。

ザダル郡の交通はクロアチアの北部と南部を結ぶ要となっている。
アドリア海沿岸地方の主要な交通路であるA1号線が郡内を縦断している。ザダルからはマスレニツァ橋、スヴェティ・ロク・トンネルを経てザグレブへと続いている。ザグレブ＝クニン＝スプリト鉄道線からは、ザダル郡を通ってザダルとシベニクへと支線が延びている。
アドリア海沿いの地方では海上交通もある。ザダルからイタリアのアンコーナを結ぶ国際カーフェリーの航路があり、ザグレブ、ザダルからアンコーナを経由してローマへ至るルートは中央ヨーロッパとローマ以南のイタリアを結ぶ最短経路である。ザダル空港は改築され、現代化された。滑走路の改修が続けられており、ジャンボ・ジェット機の離着陸が可能となる。
ザダルには頻繁に利用されている旅客用の港があり、またガゼニツァ（Gazenica）にある貨物用の港は毎年100万トンの取り扱いが可能である。堤防の建設によって、その取り扱い容量はさらに向上することが期待される。港の荷揚げと倉庫の容量はまだ供給過剰の状態にある。

## 経済
ラヴニ・コタリ（Ravni Kotari）地域はダルマチア内陸部の一角を占め、農業や製造業、工芸、交易、物流が主要産業となる。
観光はザダル郡の最も重要な産業であり、温厚な気候、入り組んだ海岸線、澄んだ海、いくつもの湾、入り江、浜などから構成された約1,300キロメートルもの海岸線という地理的好条件に恵まれている。ザダル郡地域を訪れる観光客はまた、その背後にそびえるヴェレビト山脈、タレシュチツァ（Telaščica）、南に隣接するパクレニツァ国立公園、コルナティ国立公園、そして北のプリトヴィツェ湖群国立公園にも容易に訪れることができる。

## 自治体
ザダル郡は、6の都市（grad）と28のオプチナ（općina）から構成される。都市とオプチナは、ともに郡の下位に属する同じレベルの自治体であるが、一般に都市のほうが規模が大きい。
都市（grad）
- ザダル（Zadar）
- ベンコヴァツ（Benkovac）
- ビオグラード・ナ・モル（Biograd na Moru）
- ニン（Nin）
- オブロヴァツ（Obrovac）
- パグ（Pag）

オプチナ（općina）
- ビビニェ（Bibinje）
- ガロヴァツ（Galovac）
- グラチャツ（Gračac）
- ヤセニツェ（Jasenice）
- カリ（Kali）
- コラン（Kolan）
- ククリツァ（Kukljica）
- リシャネ・オストロヴィチュケ（Lišane Ostrovičke）
- ノヴィグラード（ Novigrad）
- パコシュタネ（Pakoštane）
- パシュマン（Pašman）
- ポラチャ（Polača）
- ポリチュニク（Poličnik）
- ポセダリェ（Posedarje）
- ポヴリャナ（Povljana）
- プレコ（Preko）
- プリヴラカ（Privlaka）
- ラジャナツ（Ražanac）
- サリ（Sali）
- スタンコヴツィ（Stankovci）
- スタリグラード（Starigrad）
- スコシャン（Sukošan）
- スヴェティ・フィリプ・イ・ヤコヴ（Sveti Filip i Jakov）
- シュカブルニャ（Škabrnja）
- トコン（Tkon）
- ヴィル（Vir|）
- ヴルシ（Vrsi）
- ゼムニク・ドニ（Zemunik Donji）

## 郡政府
2008年以降、ザダル郡の長官（župan）はクロアチア民主同盟のスティペ・ズリリッチ（Stipe Zrilić）である。郡議会は41議席から成り、その政党別の内訳は以下の通りである。
- クロアチア民主同盟（HDZ）：20
- クロアチア社会民主党（SDP）：10
- クロアチア農民党（HSS）：4
- クロアチア社会自由党（HSLS）：4
- クロアチア人民党（HNS）：3